# Martin Zwicker
Pour les articles homonymes, voir Zwicker.
Martin Zwicker est un joueur allemand de hockey sur gazon né le 27 février 1987 à Köthen. Il a remporté avec l'équipe d'Allemagne la médaille de bronze du tournoi masculin aux Jeux olympiques d'été de 2016 à Rio de Janeiro.

## Palmarès
- Jeux olympiques d'été de 2016 à Rio de Janeiro
  -  Médaille de bronze.